# Standaardtype Douma
Standaardtype Douma is een stationsontwerp dat voor diverse Nederlandse treinstations in de jaren 60 en jaren 70 gebruikt werd. De architect van dit stationstype was Cees Douma. Van de 28 gebouwen die door hem werden ontworpen, bestaan er nog 19. Van dit standaardtype bestaat een eenvoudigere variant. Het eerste gebouwtje van dit type werd in 1970 in Beilen gebouwd; daarom wordt deze variant ook wel standaardtype Beilen genoemd.

## Lijst van stations van het type Douma
In de tabel staat aangegeven welke stations van de eenvoudigere variant standaardtype Beilen zijn. 
| Stationsnaam                 | Bouwjaar | Jaar van afbraak | Extra informatie                                                 | Foto |
| ---------------------------- | -------- | ---------------- | ---------------------------------------------------------------- | ---- |
| Station Bunde                | 1964     | 2006             |                                                                  |      |
| Station Geleen Oost          | 1964     | 2006             |                                                                  |      |
| Station Etten-Leur           | 1965     | –                |                                                                  |      |
| Station Rotterdam Wilgenplas | 1965     | –                |                                                                  |      |
| Station Wierden              | 1965     | –                |                                                                  |      |
| Station Heerhugowaard        | 1967     | –                |                                                                  |      |
| Station Schagen              | 1968     | –                |                                                                  |      |
| Station Castricum            | 1969     | 2020             |                                                                  |      |
| Station Beilen               | 1970     | –                | Eenvoudigere variant                                             |      |
| Station Anna Paulowna        | 1971     | –                |                                                                  |      |
| Station Nijverdal            | 1971     | 2013             |                                                                  |      |
| Station Barendrecht          | 1972     | 2000             |                                                                  |      |
| Station Akkrum               | 1973     | –                | Eenvoudigere variant                                             |      |
| Station Buitenpost           | 1973     | –                | Eenvoudigere variant                                             |      |
| Station Didam                | 1973     | 2004             | Eenvoudigere variant                                             |      |
| Station Feanwâlden           | 1973     | –                | Eenvoudigere variant                                             |      |
| Station Wehl                 | 1973     | 2010             | Eenvoudigere variant                                             |      |
| Station Wijchen              | 1973     | –                | Eenvoudigere variant                                             |      |
| Station Tegelen              | 1974     | 1997             | Eenvoudigere variant                                             |      |
| Station Borne                | 1975     | –                | Eenvoudigere variant                                             |      |
| Station Deurne               | 1976     | –                |                                                                  |      |
| Station Grijpskerk           | 1976     | 2006             | Eenvoudigere variant Gesloopt na een brand                       |      |
| Station Grou-Jirnsum         | 1976     | –                | Eenvoudigere variant                                             |      |
| Station Venray               | 1976     | –                | Eenvoudigere variant                                             |      |
| Station Zuidhorn             | 1976     | –                | Eenvoudigere variant                                             |      |
| Station Best                 | 1977     | 2000             | Eenvoudigere variant                                             |      |
| Station Barneveld Centrum    | 1978     | –                | Eenvoudigere variant                                             |      |
| Station Raalte               | 1978     | –                | Eenvoudigere variant Tegenwoordig (2017) in gebruik als snackbar |      |
| Station Breukelen            | 1980     | 2001             | Eenvoudigere variant                                             |      |
| Station Ravenstein           | 1973     | -                | Eenvoudige variant                                               |      |